# Pinotage

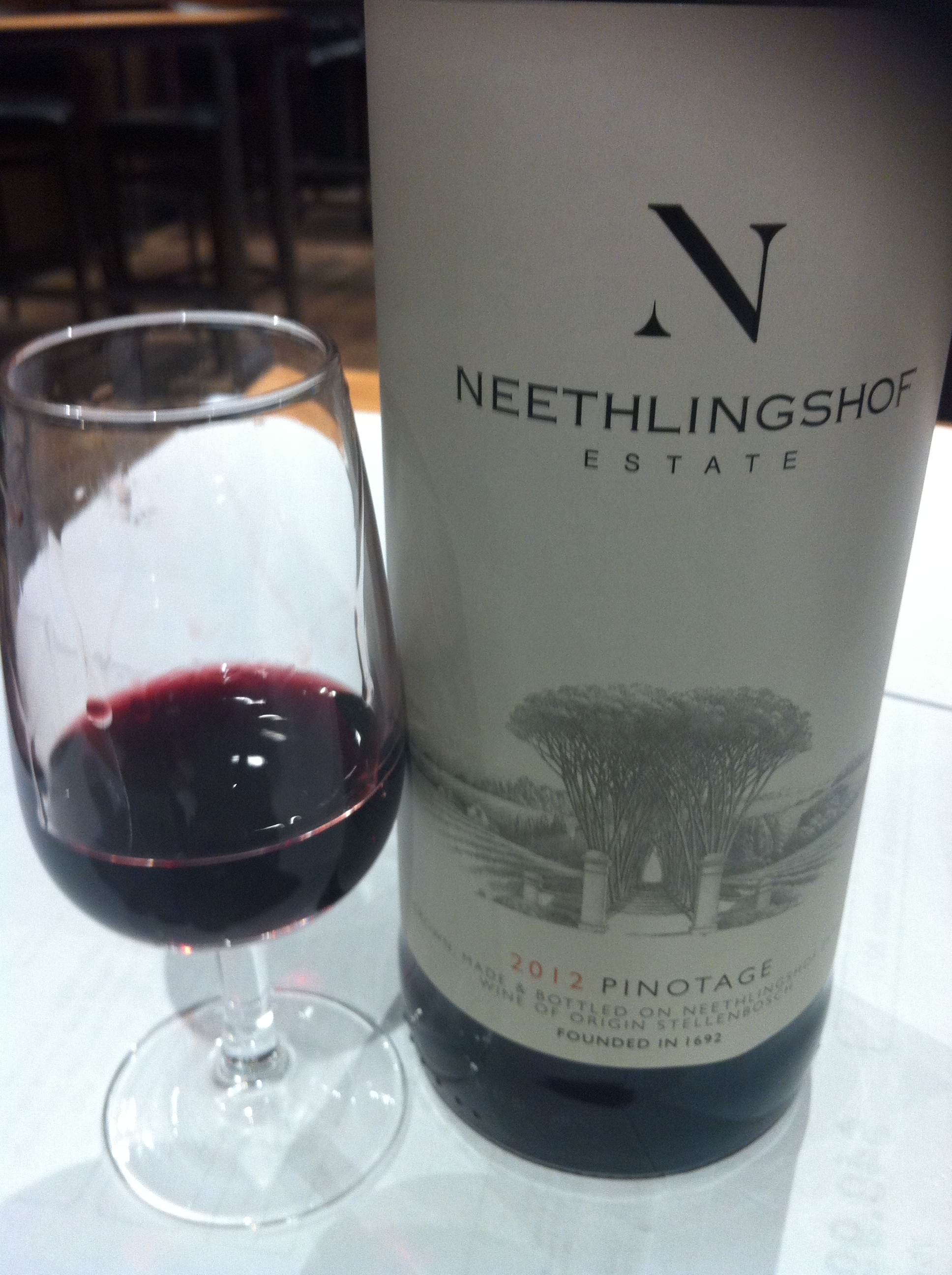
Vino hecho con la cepa de uva roja de Stellenbosch de Sudáfrica conocida como Pinotage.

Pinotage es un tipo de cepa de uva roja para vino, es más conocida por ser la uva emblemática de los vinos de Sudáfrica. Fue creada en 1925 como un cruce entre las cepas de Pinot noir y Cinsaut. (La uva Cinsaut era conocida como "Hermitage" en Sudáfrica durante ese tiempo, de ahí el acrónimo de "Pino - tage"). Tradicionalmente produce vinos monovarietales de color rojo oscuro con sabores ahumados, notas de frutos rojos, zarzas y tierra; es común encontrar notas de plátano dulce y de frutas tropicales, aunque ha sido criticado por manifestar en ciertas ocasiones olores a acetona. Es común utilizar la pinotage como "ensamble", "mezcla" o "blend" de otras cepas. También es utilizado para hacer vino fortificado e incluso vino espumoso rojizo. La uva es un cruce viticultural de dos variedades de Vitis vinifera, no un híbrido.

## Historia
La variedad de uva Pinotage fue creada en 1925 en Sudáfrica por Abraham Izak Perold, el primer profesor de vitivinicultura de la universidad de Stellenbosch. Perold intentaba combinar las mejores cualidades de la robusta Hermitage con la Pinot noir, una uva conocida por hacer grandes vinos, pero difícil de cultivar. Perold plantó las cuatro semillas de su cruce en el jardín de su granja experimental ubicada en residencia oficial en Welgevallen y al parecer, se habría olvidado de ellas. En 1927 abandonó la universidad por un trabajo con KWV y el jardín fue cubierto. La universidad envió un equipo para poner este en orden y Charlie Niehaus acertó a pasar por él. Él era un joven profesor que sabía de las plantaciones hechas por Perold y las rescató del equipo de limpieza. Las jóvenes plantas fueron trasladadas al Colegio de agricultura de Elsenburg bajo el cuidado del sucesor de Perold, CJ Theron. En 1935 Theron las injertó en los portainjertos Richter 99 y Richter 57 en Welgevallen. Mientras tanto, Perold continuó visitando a sus antiguos colegas. Theron le mostró las viñas recién injertadas, y las que mejor iban creciendo fueron seleccionadas para su propagación y posteriormente bautizadas como Pinotage.
El primer vino con esta cepa fue hecho en 1941 en Elsenburg, localizando las primeras plantaciones comerciales en Myrtle Grove cerca de Sir Lowry's Pass. También en 1941, vides de Pinotage fueron plantadas en Kanonkop Estate, cuyos vinos han adquirido enorme fama por su capacidad de madurar hasta por 25 años, por lo que a dicha zona ha sido llamada "a formidable leader of Cape’s red wine pack." —Un formidable líder en vinos rojos de Ciudad del Cabo—